# Landenulf al II-lea de Capua
Landenulf al II-lea (d. 993) a fost principe de Capua de la 982 până la moarte.
Landenulf a fost unul dintre fiii mai tineri ai lui Pandulf Cap de Fier și a succedat în Principatul de Capua fratelui său mai mare, Landulf al VI-lea.
Fiind încă tânăr, Landenulf a guvernat sub regența mamei sale, Aloara de Capua până la moartea acesteia din 992. Fratele său, Laidulf, pe atunci conte de Teano, a provocat un grup de cetățeni să se răscoale împotriva lui Landenulf, care a fost asasinat în ziua de Paște a anului 993. El a fost înmormântat la 21 aprilie în San Benedetto din Capua.